# 高瞻 (十六国)
高瞻（？—320年），字子前，西晋、十六国时勃海郡蓨县（今河北景县西）人。
晋惠帝末年，补为尚书郎。永嘉之乱时辞官还乡里，后来率宗族避乱到幽州依附刺史王浚，因为王浚政令无常，于是去辽东投靠崔毖。崔毖被前燕慕容廆所败，高瞻于是随众投附慕容廆，慕容廆任命他为将军，他称病不就将军之任。慕容廆不高兴，宋该进谗言劝慕容廆除掉他，高瞻忧虑而卒。